# Памятник Зое Космодемьянской (Санкт-Петербург)
Памятник Зое Космодемьянской — бронзовая садово-парковая скульптура в Московском парке Победы в Санкт-Петербурге, статуя первой женщины, удостоенной звания Героя Советского Союза во время Великой Отечественной войны. Объект культурного наследия федерального значения.

## История
Впервые ленинградский парк культуры и отдыха был разбит в 1939—1941 годах, но после разрушений Великой Отечественной войны он был заложен повторно 7 октября 1945 года уже как парк Победы — на Сызранском поле, в бывшей прифронтовой полосе. В соответствии с проектом архитекторов Е. И. Катонина и В. Д. Кирхоглани в парке заложена Аллея Героев и сооружён фонтан «Венок славы», от которого проложены две радиальные дороги, завершающиеся бронзовыми памятниками Героям Советского Союза Зое Космодемьянской и Александру Матросову.
В ходе Великой Отечественной войны 18-летняя разведчица Зоя Космодемьянская была взята в плен фашистами, подвергнута жестоким пыткам, но так и не выдала ценную информацию, и была казнена 29 ноября 1941 года в деревне Петрищево. До самого конца она демонстрировала непреклонную волю и силу характера. За «отвагу и геройство, проявленные в партизанской борьбе в тылу против немецких захватчиков», Указом Президиума Верховного Совета СССР от 16 февраля 1942 года З. А. Космодемьянская посмертно удостоена звания Героя Советского Союза, став одним из самых ярких символов героизма советского народа.
Образ отважной разведчицы, своим примером вдохновившей народ на сопротивление врагу, ещё во время войны был отражён в художественной литературе, публицистике, кинематографе, живописи, монументальном искусстве. Вскоре после гибели партизанки, в 1942 году скульптор М. Г. Манизер представил статую Зои Космодемьянской на московской художественной выставке, приуроченной к двадцатипятилетнему юбилею Октябрьской революции. Эта работа в 1943 году была отмечена Сталинской премией первой степени, переданной автором в Фонд обороны. По этой модели, ставшей экспонатом Третьяковской галереи, М. Г. Манизер создал бронзовые статуи для памятников, установленных в Тамбове и в Ленинграде.
Сооружение в 1951 году в Московском парке Победы памятника, изготовленного на Ленинградском заводе бронзового и чугунного литья «Монументскульптура», было приурочено к 10-летию подвига молодой партизанки. Скульптура, установленная согласно проекту архитектора В. Д. Кирхоглани, представляет собой стоящую на постаменте бронзовую динамичную фигуру девушки (высотой 3,5 метра) в распахнутой стёганке, с винтовкой за плечом. Кажется, что Зоя на секунду замерла, и даже видно, как развеваются от ветра полы её платья. Весь её облик выражает решимость и отвагу. Статуя размещена на ступенчатом, квадратном в сечении розовом гранитном постаменте, на котором укреплена бронзовая плита с рельефной лавровой ветвью и надписью «Зоя Космодемьянская». Общая высота памятника — 6,5 метра. По оценке исследователей, в образе Зои явственно слышны ноты античной героики, он создан мастером, глубоко постигшим классическую скульптуру.